# Agnes Dhu
Agnes De Rooy, coniugata Dhu (Brisbane, 28 febbraio 1944), è un'ex cestista australiana.

## Carriera
Con l'Australia ha disputato i Campionati mondiali del 1971.